# メガウイルス・キレンシス
メガウイルス・キレンシス (Megavirus chilensis・MGVC) とは、メガウイルス科メガウイルス属に属する唯一のウイルスである。見かけの直径とゲノムサイズが共に巨大なウイルスであり、これらの値はパンドラウイルス属の2種に次ぐもので、いくつかの生物よりも大きい。

## 分類と名称
メガウイルス・キレンシスは、ウイルスの分類においては第1群に属する2本鎖DNAウイルスである。現在の階級分類では、その下に巨大核質DNAウイルス、メガウイルス科、メガウイルス属と続く。現在のところメガウイルス科とメガウイルス属を構成するのはメガウイルス・キレンシス1種のみであるため、メガウイルス・キレンシスはしばしば省略されてメガウイルスと呼ばれる。なお、よく似ているウイルスのミミウイルスおよびママウイルスはミミウイルス科に属するため、両者間の類似性はメガウイルス・キレンシスと両者いずれかよりは近い。
メガウイルスの名称は、その名の通り巨大なウイルスであることに因んでいる。キレンシスは発見地のチリに因む。

## 発見
メガウイルス・キレンシスは、2010年4月にチリのラスクルーセス沖で採集された海水の試料から、ジャン・ミシェル・クラブリー (Jean-Michel Claverie) と Chantal Abergel によって発見され、2011年10月10日に成果が発表された。

## 宿主
メガウイルス・キレンシスは、発見時には海水から直接分離された。また、現在のところ野生環境での宿主は不明である。ティモシー・ローバトム (Timothy Rowbotham) による実験では、アカントアメーバ属に属する A. polyphaga 、A. castellanii 、A. griffini の3種に生息する共生細菌に感染することが確認されている。アカントアメーバ属からは以前にもミミウイルスのような巨大なゲノムをもつウイルスが発見されている。
また、発見者の1人の Jean-Michel Claverie によれば、メガウイルス・キレンシスは人間に対しては有害ではないという。

## 構造
メガウイルス・キレンシスは、直径430nmから450nmの正二十面体のカプシドを、厚さ70nmから80nmのエンベロープで包む構造を持っている。最大で680nmに達するその大きさは、可視光線の赤に相当する波長と等しい大きさで、インフルエンザウイルスの8倍近くもあり、巨大であることで知られる天然痘ウイルスの2倍以上の大きさを持つ。また、この大きさは生物であるマイコプラズマ・ゲニタリウムの250nmやナノアルカエウム・エクウィタンスの400nmなど、いくつかの生物より大きい。通常ウイルスの観察には電子顕微鏡が必要だが、メガウイルス・キレンシスは光学顕微鏡で観察できるほどサイズが大きい。
エンベロープには毛状の構造があり、恐らく宿主となる単細胞生物を引き寄せる機能を持っていると考えられている。
良く似たウイルスであるミミウイルスの場合、カプシド径は380nmから400nmと小さいものの、エンベロープは115nmから125nmとより厚いため、混合培養でも容易に認識できるとされる。

## ゲノムサイズ
メガウイルス・キレンシスのゲノムサイズは125万9179塩基対であり、遺伝子の数は1120である。これはウイルスでは最大級であり、パンドラウイルス属、ママウイルス、ミミウイルスと並んで1000を超える遺伝子数を持つウイルスである。またこの数は、ナスイア・デルトケパリニコラ、ナノアルカエウム・エクウィタンス、マイコプラズマ･ゲニタリウムといった一部の真正細菌や古細菌を上回る。
ほかの生物に依存しない、完全な独立生活を送るMethanothermus fervidusの124万3342塩基対すら上回っている。遺伝子数でもこの生物は1283とほとんど差がない。
あまりにも巨大であることから、メガウイルス・キレンシスなどの一部のウイルスは、ウイルスと生物との境界に位置するという説や、真核生物、真正細菌、古細菌に次ぐ第4のドメインに分類される真の生物であるという説もある。現在の分類では、単独で自己増殖出来ず、細胞壁を持たないことからウイルスと分類されているが、近年ではウイルスと似たような性質を持つ生物も発見されており、境界が曖昧化している。
| 名称                                    | 分類     | 塩基対数   | 遺伝子数 | 直径 (nm) |
| --------------------------------------- | -------- | ---------- | -------- | --------- |
| メガウイルス・キレンシス                | ウイルス | 1,259,197  | 1120     | 680       |
| ママウイルス                            | ウイルス | 1,191,693  | 1023     | 630       |
| ミミウイルス                            | ウイルス | 1,181,549  | 1018     | 630       |
| Cafeteria roenbergensis virus           | ウイルス | 617,435    | 544      | 300       |
| Candidatus ナスイア・デルトケパリニコラ | 真正細菌 | 112,091    | 137      | ?         |
| ナノアルカエウム・エクウィタンス        | 古細菌   | 490,855    | 536      | 400       |
| マイコプラズマ･ゲニタリウム             | 真正細菌 | 582,970    | 521      | 250       |
| シアニディオシゾン・メロラエ            | 真核生物 | 16,546,747 | 5335     | 1500      |